# Flacoald
Flacoald o Flaocad (o Flaocat) fou majordom de palau de Borgonya de 639 a 642. Fou nomenat per Nantilda, la reina mare, que li va donar la seva neboda, Ragnoberta, en matrimoni. Va aparèixer junt als magnats principals i als bisbes del regne a Orleans i fou aclamat com majordom.
El patrici burgundi Willibad tenia una antiga enemistat de molt de temps amb Flacoald. Flacoald immediatament va començar a destruir a Willibad. En una cort a Chalon, Flacoald va intentar assassinar-lo, però va fallar, i llavors va sortir del seu palau per desafiar-lo a un duel, el qual el germà de Flacoald, Amalbert, va impedia celebrar.
Finalment Flacoald va convèncer a Clodoveu II de tenir cort prop d'Autun i convocar allí a Willibad. Els dos magnats burgundis s'enfrontaren en una batalla i Willibad fou mort. Flacoald només va sobreviure onze dies, morint d'una febre. Segons Fredegari, que sembla que es va interessar personalment en aquest esdeveniment, l'últim que va enregistrar, els dos homes foren les víctimes d'un judici diví, perquè havien jurat amistat en llocs sagrats i havien espoliat posteriorment terres per enriquir-se i havien fet la guerra un contra l'altre.
Flaochad fou el darrer majordom de Burgúndia independent de Nèustria. A la seva mort, Erquinoald de Nèustria es convertia en alcalde.